# Agnes Pihlava
Agnieszka Pihlava (Leszno, 19 de março de 1980) é uma cantora da Polónia. Atualmente vive em Hartola, Finlândia), e ganhou maior popularidade após a quarta colocação no Idols Finlândia 2, a versão finlandesa do Pop Idol.
Agnes inclui Sonata Arctica, The Rasmus, Europe e Whitesnake como suas principais influências musicais.

## Discografia

### Álbuns
- "Idols: Finalistit 2005"
- "When the Night Falls" (2006 - FIN # 8)
- "Redemption" (2009)

### Compactos
- "Haaveista Totta" (2005)
- "I Thought We Were Lovers" (2006 - FIN # 2)
- "Danger In Love" (2007)